# 柳町 (前橋市)
柳町（やなぎちょう）は、群馬県前橋市の旧町名である。
現在の大手町三丁目の一部にあたる。1925年（大正14年）北曲輪町の一部となり消滅。

## 地理
前橋市の中部に位置していた。

## 歴史
かつての群馬郡前橋柳小路が1874年（明治7年）に改称してできた地名である。 1925年（大正14年）に消滅した。

### 年表
- 1889年 柳町を含む30町11大字を合併し東群馬郡前橋町が成立したため、前橋町の町名となる。
- 1892年 東群馬郡前橋町が市制施行して前橋市となる。その際に前橋市の町名となる。
- 1925年 北曲輪町の一部となり消滅。